# 泗泾镇
泗泾镇，是中华人民共和国上海市松江區下辖的一个乡镇级行政单位。面积23.98平方公里。户籍人口2.12万人（2008年）。

## 行政区划
泗泾镇下辖以下居委会：
张泾社区、中西社区、江川社区、新南社区、润和苑社区、润江社区、丽水社区、新凯一村社区、西南社区、景港社区、景园社区、新凯二村社区、张施社区、叶星社区、赵非泾社区、打铁桥社区、横港社区、祥泽社区、青松社区、古楼社区、新凯三村社区、新凯四村社区、新凯五村社区、同润社区、新凯六村社区、向阳桥社区、新凯七村社区、新凯八村社区、韵意一村社区、韵意二村社区、韵意三村社区、韵意四村社区、韵意五村社区、韵意六村社区、韵意七村社区、金地一村社区、韵意八村社区、金地二村社区、金地三村社区、晶湖社区、七间邨社区和恒泽社区。

## 旅遊
境內有史量才故居、马相伯故居、下塘管氏、程氏、孙士林三宅和丁氏、蒋氏、陆氏三宅等明清時期建筑。

## 中国传统村落
下塘村获评“中国传统村落”。